# وادي تغمم
وادي تغمم (بفتح التاء والغين والميم المشددة) هو واد تسيل مياهه من جبال السراة غربي قرى آل الزارية من بلاد بلقرن وتتجه غرباً حتى ترفد وادي الغرين أحد روافد وادي يبة في تهامة بلقرن.